# آرش (پهپاد)
پهپاد آرش یکی از انواع  پهپادهای انتحاری ساخت ایران می‌باشد که با ۲۰۰۰ کیلومتر بُرد، دوربرد ترین پهپاد انتحاری در ایران و جهان محسوب می‌شود. این پهپاد در اختیار نیروی زمینی ارتش جمهوری اسلامی ایران بوده و نمونه ارتقا یافته پهپاد کیان ۲ است که به جای پیشرانه جت از پیشرانه پیستونی نیرو می‌گیرد.

## مشخصات
پهپاد آرش از نظر اندازه و ظاهرا تقریبا همان کیان ۲ است، اما یک تفاوت بزرگ در اینجا وجود دارد. در کنار بحث انتحاری، پهپاد آرش قابلیت سرکوب پدافند هوایی را در اختیار دارد. این پهپاد برای اولین بار در رزمایش پهپادی ارتش در دی ۱۳۹۹ رونمایی شد و پس از آن در مراسم مختلف رژه نیروهای مسلح نیز به نمایش درآمد. آرش به همراه چند نوع دیگر از انواع پهپادها در اولین ناودسته پهپادبر ایران نیز بکار گرفته شده است.
فرمانده نیروی زمینی ارتش در مصاحبه‌ای در خصوص آرش گفت : «ما این پهپاد را برای تهاجم به حیفا و تل‌آویو در نظر گرفته‌ایم.». همچنین برخی محافل غربی مدعی شده‌اند ایران پس از پهپاد شاهد ۱۳۶ نیروهای روسی را برای استفاده از پهپاد آرش نیز آموزش می‌دهد.